# レリーフ

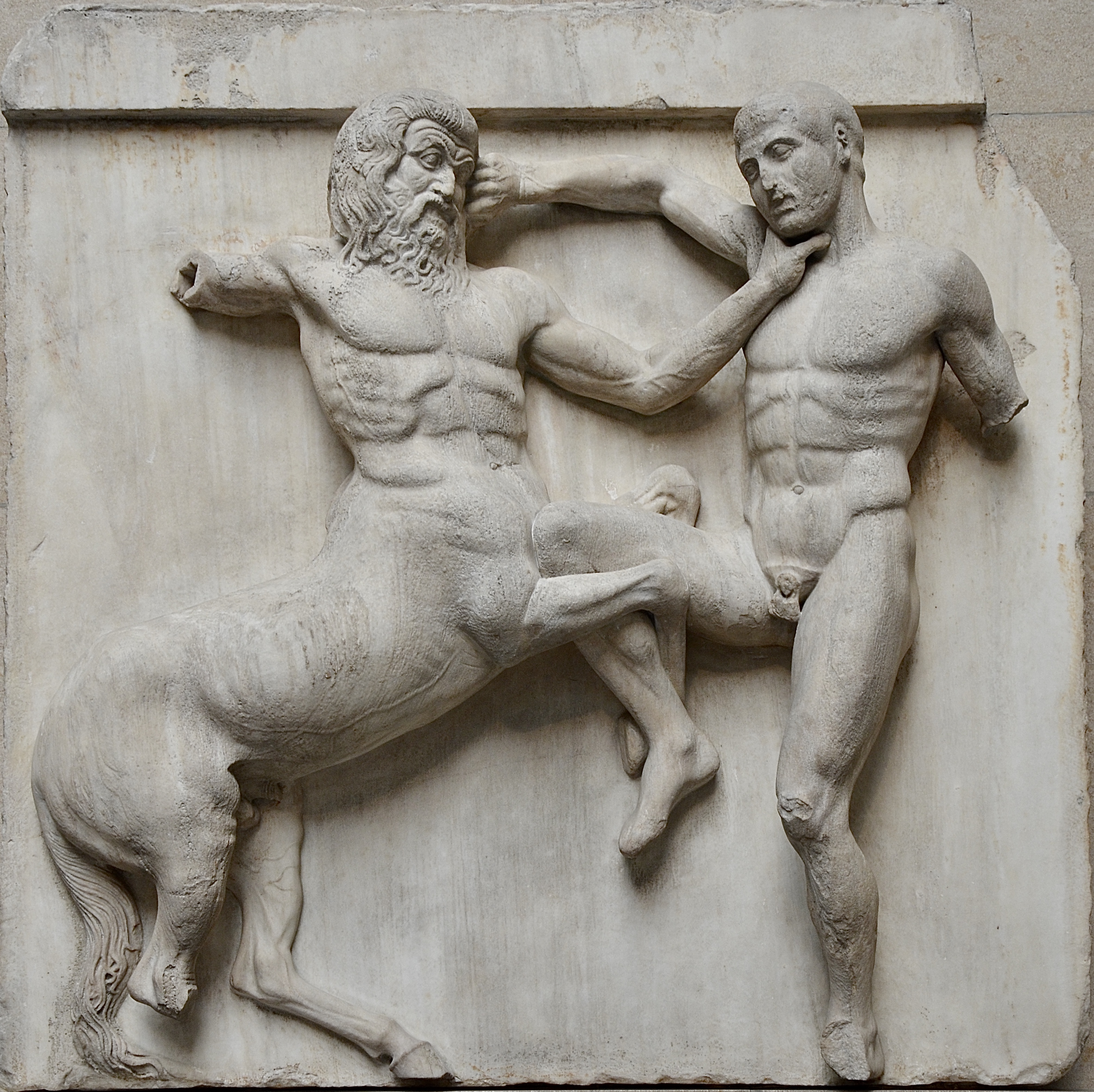
パルテノン神殿に施されたレリーフ『ケンタウロスとラピテスの戦い』（大英博物館蔵）

レリーフ（英: relief、仏: relief ルリエフ）あるいは浮き彫り（うきぼり）または浮き彫り細工（〜さいく）は、美術の技法である。
平面を浮き立たせるように彫りこむ、もしくは平面上に形を盛り上げるように肉づけして制作する彫刻の一種で、芸術品のほか、肖像、地図、硬貨、家具や建築物の外装などに使われる。

## 種類
その彫りの深さにより、素材を少し掘り込んだだけのほぼ平らなローレリーフ（浅浮き彫り）、彫刻と同じくらいの立体感があるハイレリーフ（高浮き彫り）、その中間の中浮き彫り、超薄肉浮き彫りのスキアッチャートに分かれる。
沈み彫り (sunk relief) は、古代エジプトで多用された技法で、背景部分を掘り下げない。人物は、大きな段差で背景から沈んで見える（sunk は sink（沈む）の過去分詞）。
凹み彫り (くぼみぼり、counter-relief) は、背景を掘り下げないのは同じだが、雌型のように凹凸が実物と逆転している。なお英語では counter-relief だが、ウラジーミル・タトリンの技法もそう呼び、日本語で「カウンターレリーフ」はそちらを指すのが普通である。

各彫りの作例
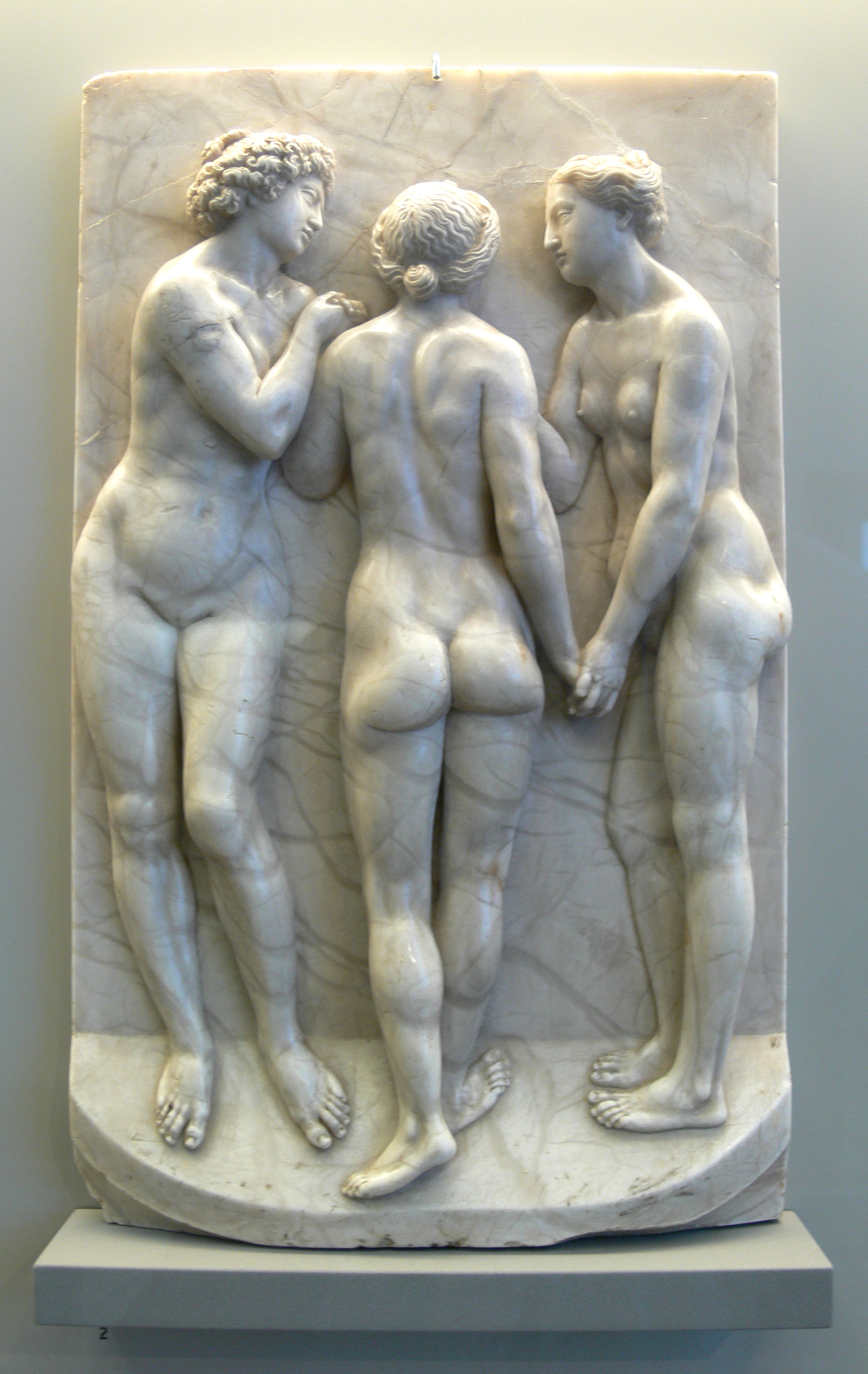
三美神像。ハイレリーフの例。
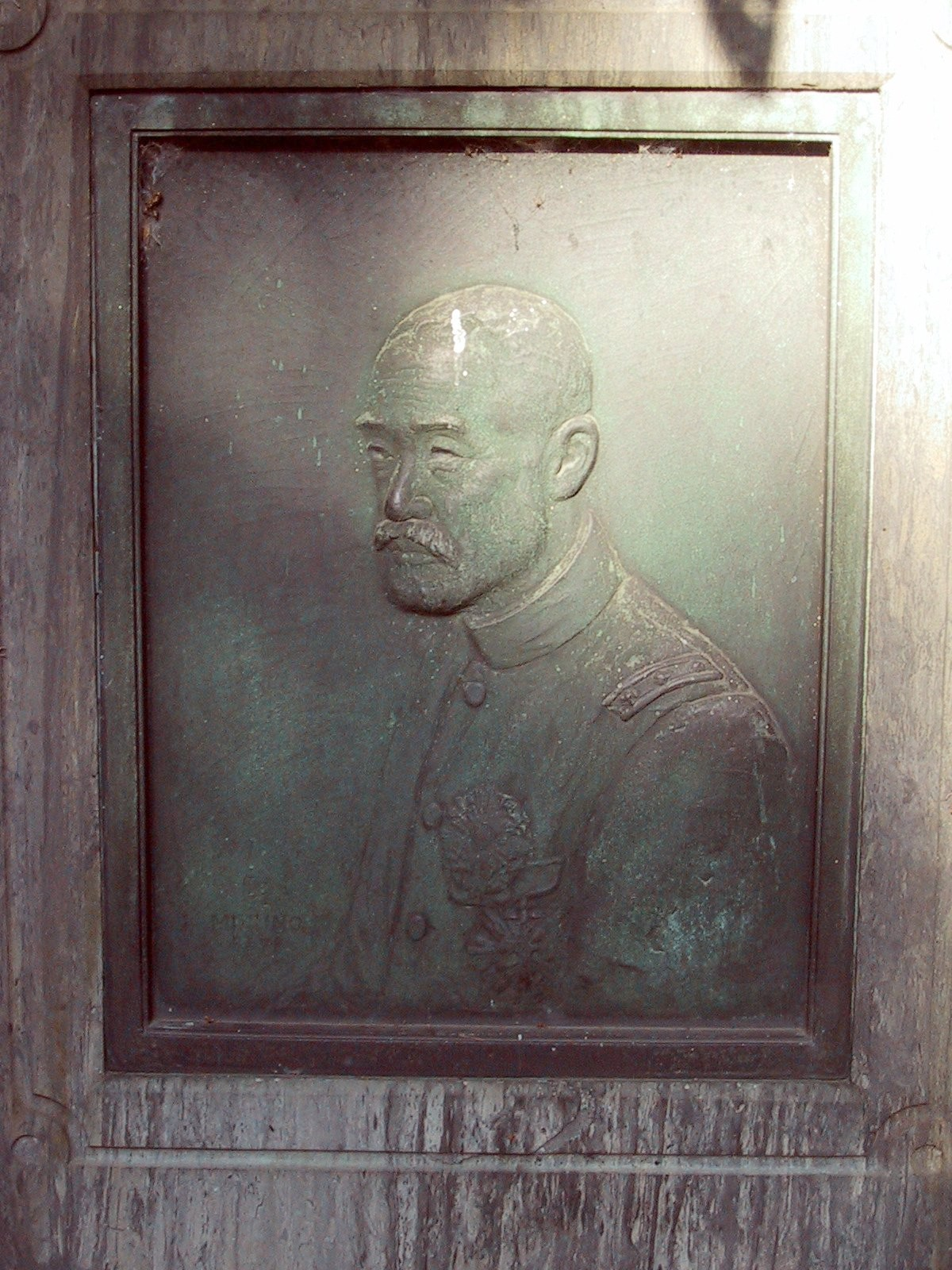
乃木希典の肖像。ローレリーフの例。
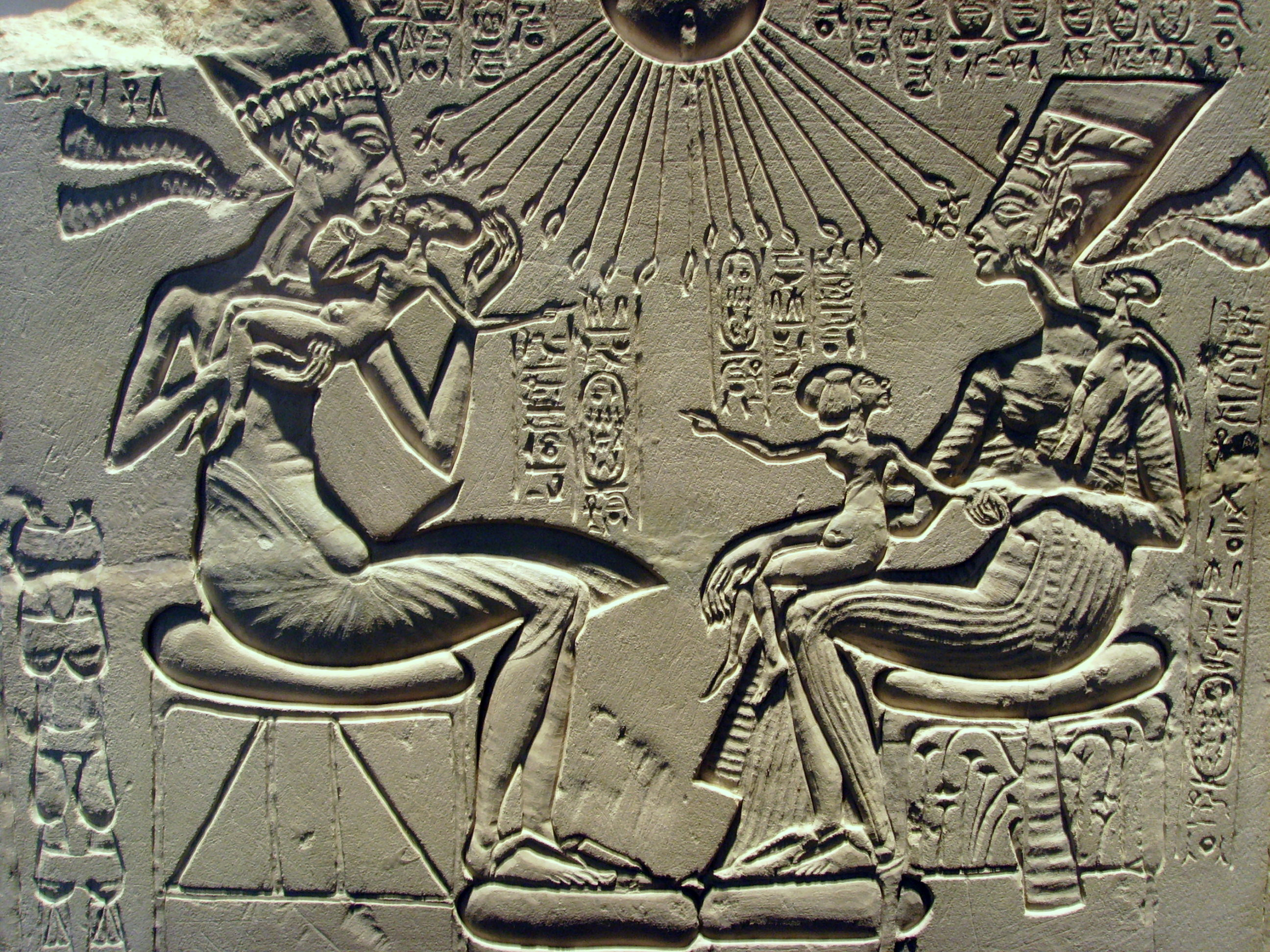
アメンホテプ4世夫妻の像。沈み彫の例。
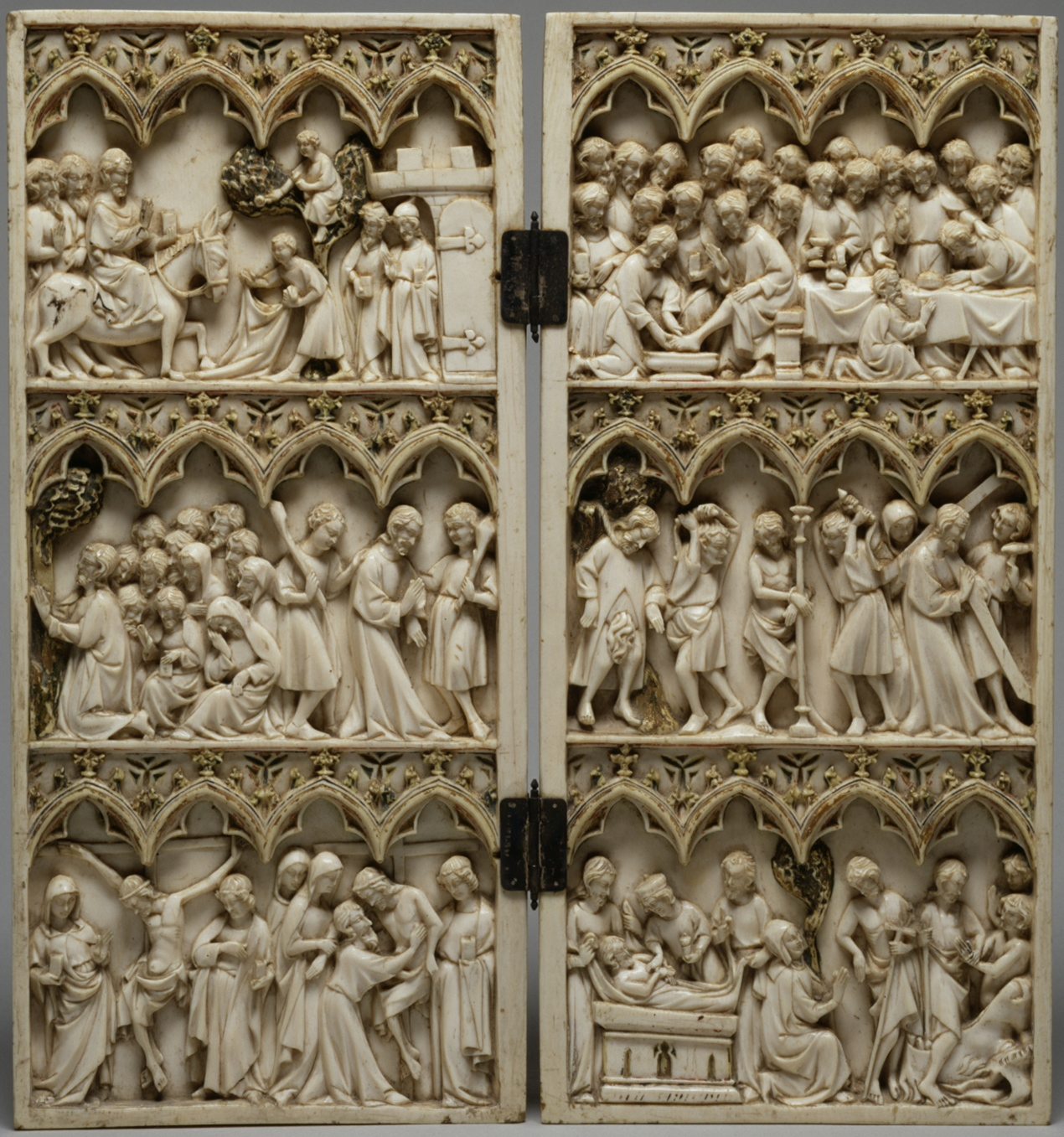
キリストの受難を描いたディプティクの一部。
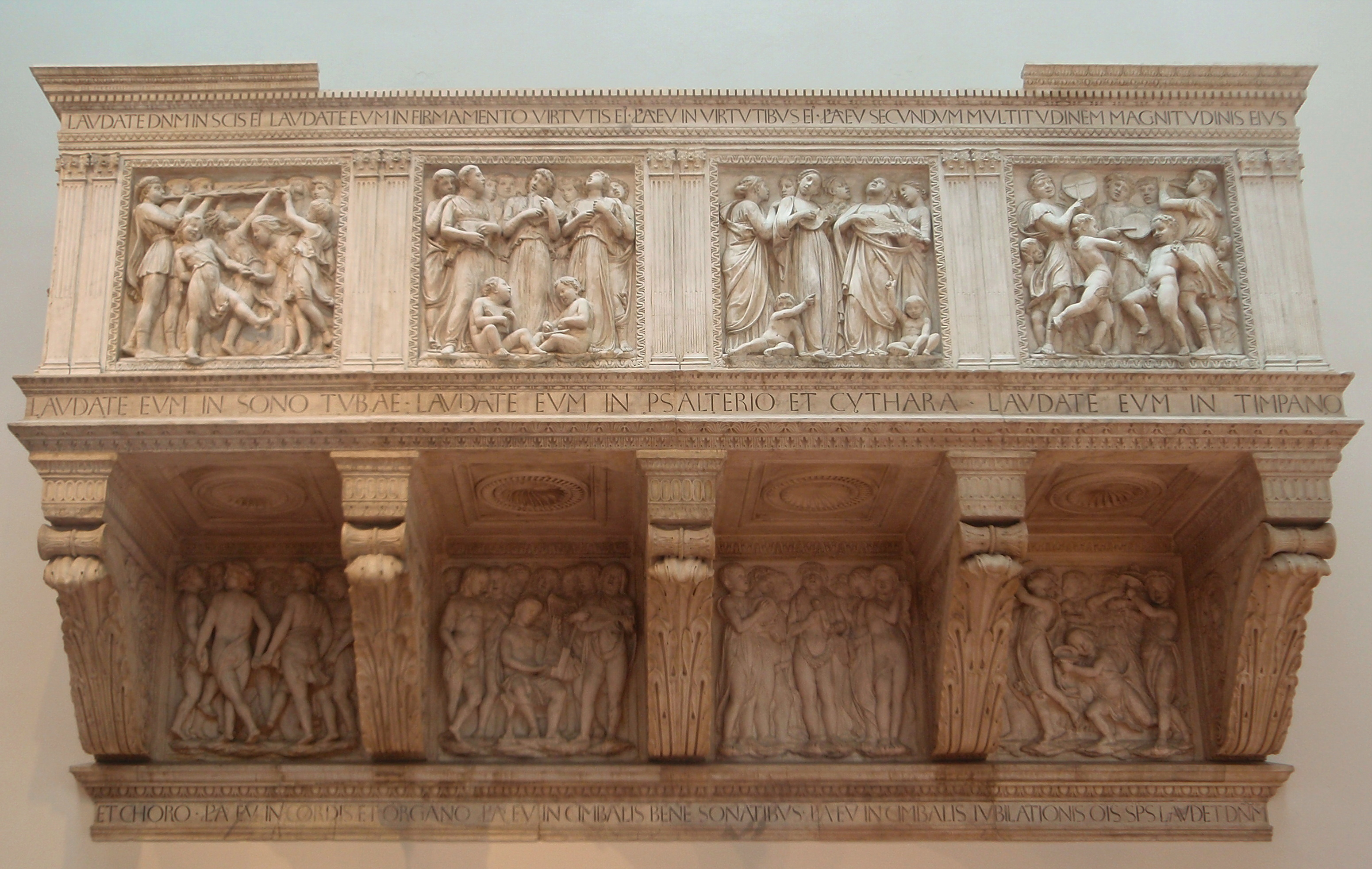
ルカ・デッラ・ロッビアが制作した『カントリア』。
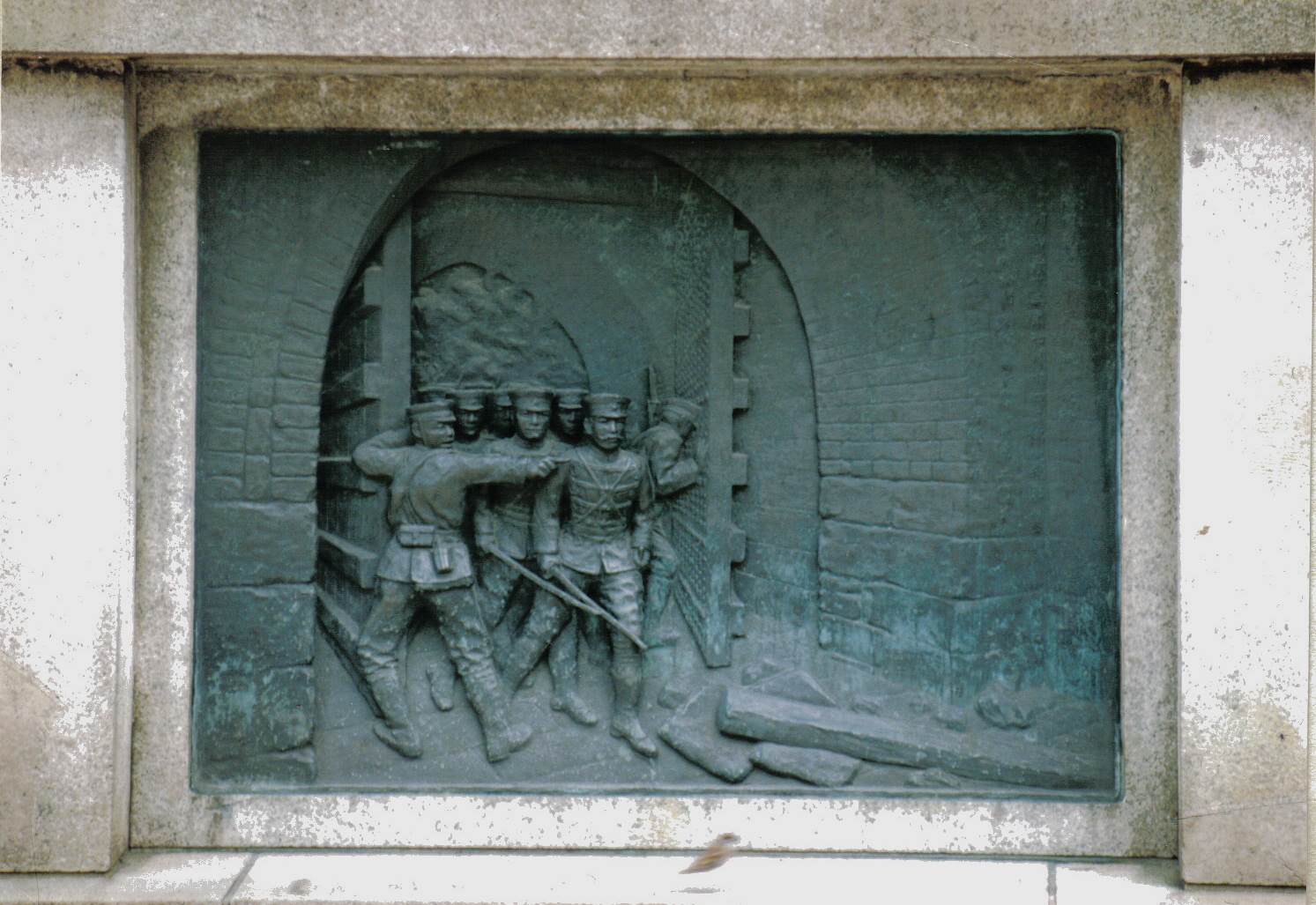
旅順に入城する日本軍像（靖国神社）。ブロンズレリーフの例。

## 製法
製法はノミなどで素材を削ることにより像を上がらせる。
陶磁器では、模様を彫り出す浮彫りと、逆に模様を貼り付ける貼花の二方法がある。後者の代表がウェッジウッドのジャスパーウェアである。
テクノロジーの発達した現在は、ハンディタイプのグラインダーなどが登場し、電動工具で削ることが多い。また、刃先工具の進歩からガラス板にも彫刻を施すことができる。

## 歴史

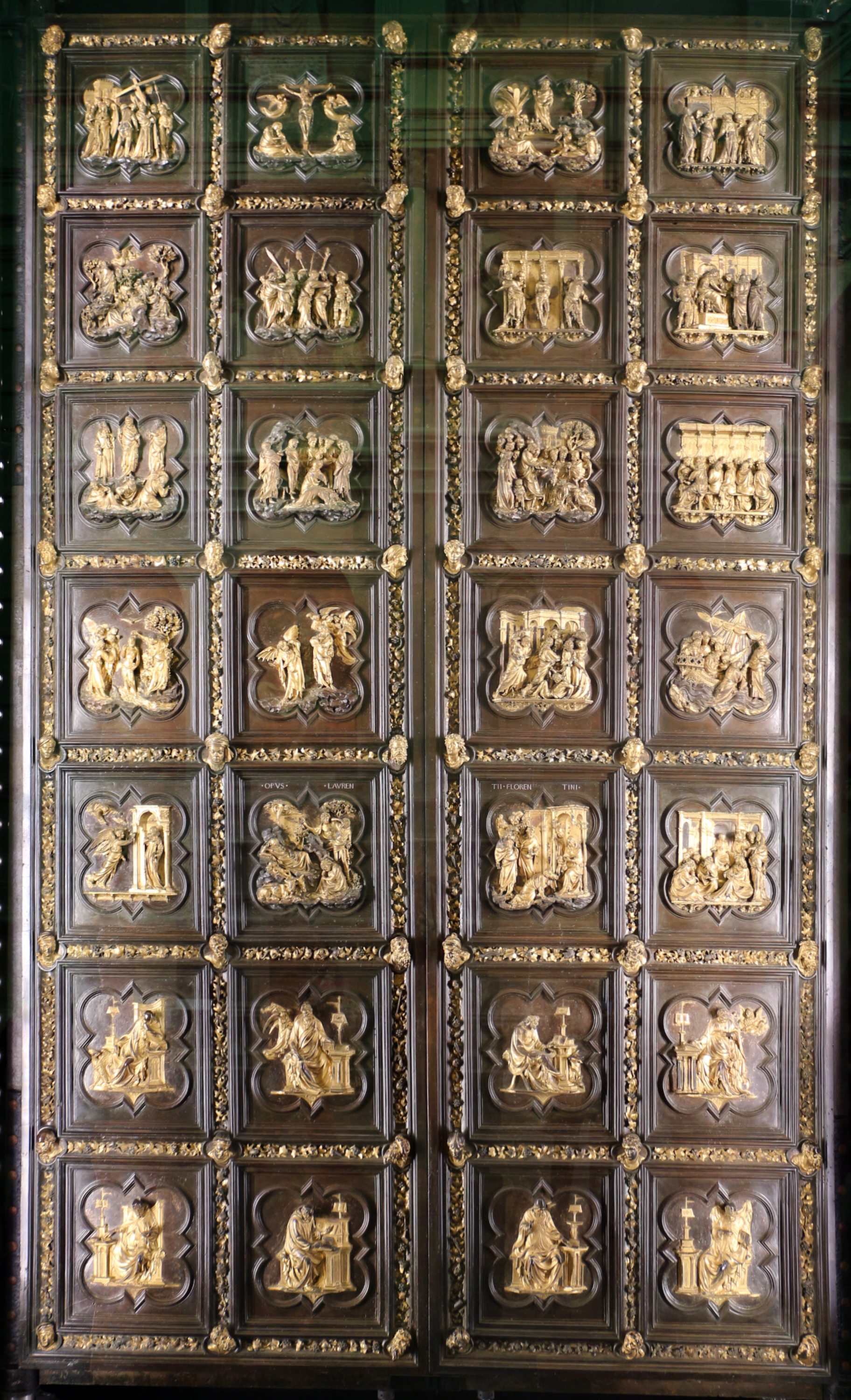
ロレンツォ・ギベルティが制作したサン・ジョヴァンニ洗礼堂の北門

後期旧石器時代にはすでにレリーフが作られており、約3万7000年前のアブリ・カスタネに施された外陰部のレリーフや、約2万5千年前のローセルのヴィーナスなどが発見されている。紀元前9千年頃のギョベクリ・テペには数多くの動物などがレリーフとして施されている。
レリーフは、古代ギリシア、古代ローマにおける芸術として全盛期を迎えた。また、ロマネスク、ゴシック、ルネサンスのレリーフも高い技術で制作された。フィレンツェのサン・ジョヴァンニ洗礼堂にあるロレンツォ・ギベルティのレリーフや、ルカ・デッラ・ロッビアのレリーフは美術史の観点からも技術的観点からも傑出している。

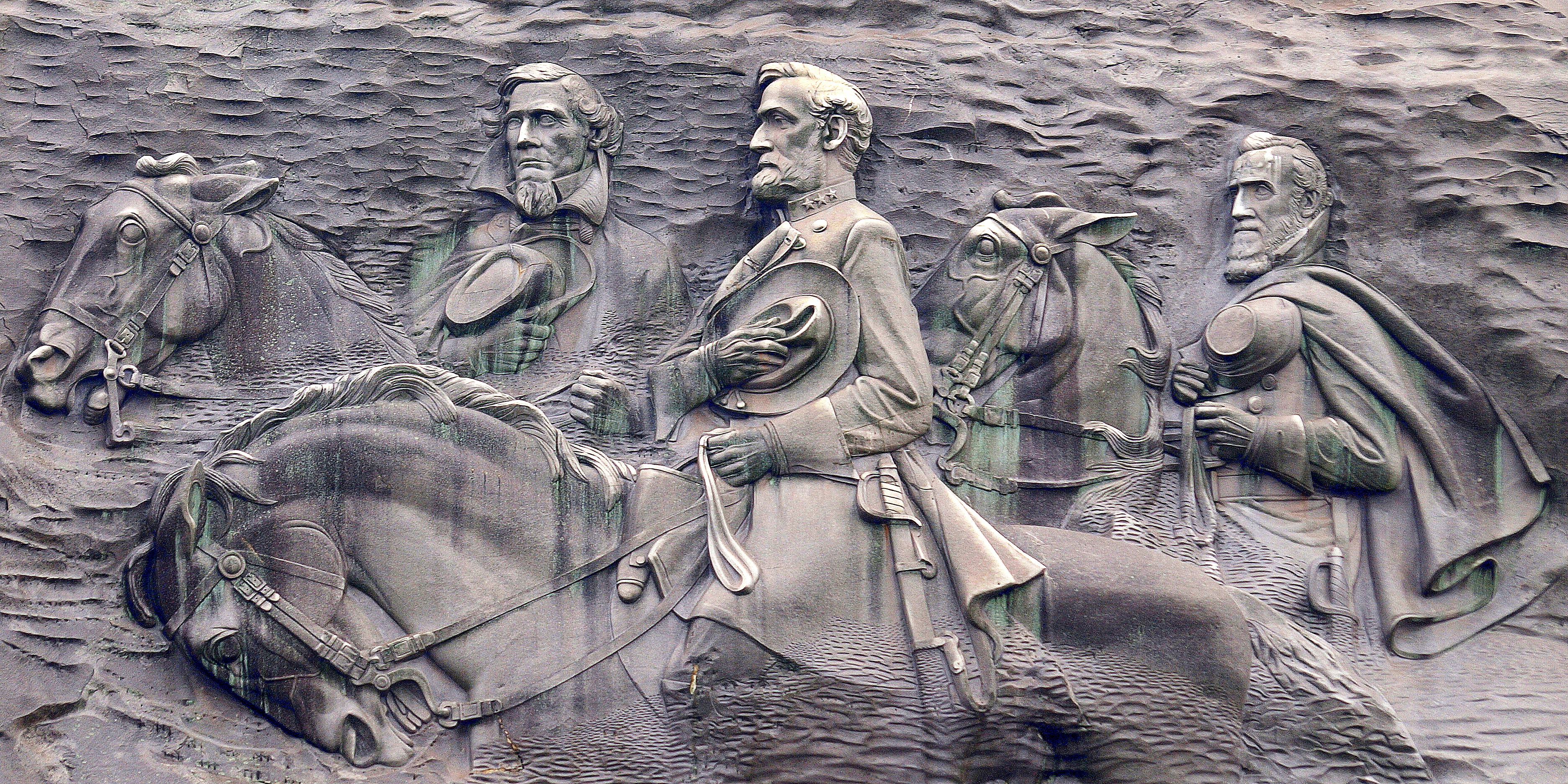
ストーン・マウンテンに施されたレリーフのディテール

現在、世界最大のレリーフは、アメリカのジョージア州にあるストーン・マウンテンに施された、南北戦争における南軍の司令官ジェファーソン・デイヴィス、ロバート・E・リー、ストーンウォール・ジャクソンのレリーフで、アイダホ州出身の彫刻家ガットスン・ボーグラムにより、1923年から1972年にかけて制作された。